# Миленко Кићо Стаматовић
Миленко Кићо Стаматовић је црногорски ММА борац рођен 27. марта 1994. године у Подгорици, Црна Гора. Tакмичи се у тешкој категорији са висином од 195 цм, тежином од 130 кг и распоном руку од 200 цм . Члан је клуба Bushido Team Montenegro. Његова професионална каријера бележи низ победа, без забележеног пораза.

## Значајне борбе
- 30. март 2024. - Победник борбе против Јосипа Матковића на FNC 15 догађају у Љубљани. Победио је техничким нокаутом у трећој рунди.